# Гуго Шмідт
Гуго Шмідт (нім. Hugo Schmidt; 12 вересня 1885, Гера — 12 квітня 1964, Кіль) — німецький офіцер, генерал авіації.

## Біографія
6 квітня 1904 року вступив у ВМФ. Пройшов підготовку у військово-морському училищі. З 1909 служив на міноносцях. З 30 вересня 1913 року — ад'ютант, з 4 січня 1915 року — командир роти мінного дивізіону. Учасник Першої світової війни; після закінчення курсів підводного плавання з 20 грудня 1915 по 19 квітня 1917 року командував підводним човном U-71, з 15 травня по 13 жовтня 1917 року — U-97. Всього за час бойових дій потопив 9 кораблів загальною водотоннажністю 6 834 брт.
| Дата           | Назва корабля | Тип корабля | Тоннаж | Країна             |
| -------------- | ------------- | ----------- | ------ | ------------------ |
| 18 жовтня 1916 | Greta         | Вітрильник  | 1,370  | Швеція             |
| 19 жовтня 1916 | Mercur        | Пароплав    | 711    | Швеція             |
| 19 жовтня 1916 | Normandie     | Пароплав    | 1,342  | Швеція             |
| 21 жовтня 1916 | Rönnaug       | Пароплав    | 1,331  | Норвегія           |
| 13 грудня 1916 | Solon         | Вітрильник  | 137    | Данія              |
| 17 грудня 1916 | Sjofna        | Пароплав    | 528    | Норвегія           |
| 18 грудня 1916 | Herø          | Пароплав    | 1,106  | Норвегія           |
| 18 грудня 1916 | Sieka         | Вітрильник  | 119    | Нідерланди         |
| 19 лютого 1917 | Halcyon       | Траулер     | 190    | Британська імперія |

З 27 листопада 1917 року — 1-й офіцер мінного тральщика «Пелікан». Після демобілізації армії залишений на флоті. З 16 жовтня 1923 по 26 вересня 1924 року — 1-й офіцер крейсера «Медуза», з 1 жовтня 1924 року — командир 1-ї півфлотилії мінних тральщиків, з 1 жовтня 1926 року — командир 4-го дивізіону морської артилерії. З 28 вересня 1928 року — 1-й офіцер Адмірал-штабу в штабі військово-морської станції «Нордзе», з 3 жовтня 1930 року — командир корабельної кадрованої дивізії «Нордзе». 30 вересня 1932 року вийшов у відставку. 1 квітня 1935 року вступив на службу в люфтваффе і зарахований в штаб 4-го авіаційного округу, якому була підпорядкована вся морська авіація. З 1 липня 1935 року — командир 16-го авіаційного навчального батальйону і начальник авіабази Шлезвіга. З 1 квітня 1938 року — інспектор військових поповнень в Шлезвігу. 30 листопада 1942 року вийшов у відставку. 19 грудня 1946 року заарештований окупаційною владою союзників. 1 квітня 1947 року звільнений.

## Звання
- Морський кадет (6 квітня 1904)
- Фенріх-цур-зее (1 квітня 1905)
- Лейтенант-цур-зее (28 вересня 1907)
- Оберлейтенант-цур-зее (22 березня 1910)
- Капітан-лейтенант (17 жовтня 1915)
- Корветтен-капітан (1 січня 1924)
- Фрегаттен-капітан (1 травня 1929)
- Капітан-цур-зее (1 жовтня 1931)
- Оберст (1 квітня 1935)
- Генерал-майор (1 жовтня 1937)
- Генерал-лейтенант (1 жовтня 1939)
- Генерал авіації (1 квітня 1941)

## Нагороди
- Залізний хрест 2-го і 1-го класу
- Ганзейський Хрест (Гамбург)
- Почесний хрест (Ройсс) 3-го класу з короною і мечами
- Нагрудний знак підводника (1918)
- Почесний хрест ветерана війни з мечами
- Медаль «За вислугу років у Вермахті» 4-го, 3-го, 2-го і 1-го класу (25 років)
- Хрест Воєнних заслуг 2-го і 1-го класу з мечами